# 鎌数伊勢大神宮
鎌数伊勢大神宮（かまかずいせだいじんぐう）は、千葉県旭市鎌数（下総国海上郡）にある神社。旧社格は郷社。
祭神は天照大神である。
寛文11年（1671年）伊勢内宮荒木田神主梅谷左近太夫長重の創建であり、その後梅谷家が宮司を務め現宮司は12代目となる。

## 歴史
寛文年間に、伊勢桑名藩士辻内刑部左衛門等によって椿海の干拓が始められ、時の普請奉行久松越中守は梅谷長重に依頼し伊勢神宮に大業の完成を祈った。長重の祈祷後ようやく太平洋に通じる疏水が開き、干潟となった椿海の新田開発が進められた。こうして椿海の干拓の大業が成されたことから、現在地に社殿を建立、干潟八万石の総鎮守とした。
享保20年（1735年）には、伊勢神宮の小工浦田小左衛門を招き、内宮と同様に造替し内宮神明を称したが、伊勢神宮の方で問題となり社殿を破却、現在の社殿はその後建て替えられたものである。
昭和3年 (1928年) 郷社に列した。

## 行事
3月27日・28日の例祭に境内の神楽殿で奉納される「鎌数の神楽」は、昭和40年（1965年）に千葉県の無形民俗文化財に指定された。宝暦6年（1756年）から続く、猿田彦・うずめ・おかめ・手力雄命・八幡・荒神・榊葉・田の神・保食神・種子蒔・鯛釣り・出雲切り、の演目から成る下総十二座神楽である。また、幣束の舞・扇の舞、という稚児舞も奉納される。

## 交通
- JR東日本総武本線干潟駅から徒歩15分